# André Milhoux
André Milhoux   (Bressoux, 9 de desembre de 1928) va ser un pilot de curses automobilístiques belga que va arribar a disputar curses de Fórmula 1.
André Milhoux va néixer el 9 de desembre del 1928 a Bressoux, prop de Lieja, Bèlgica.

## A la F1
Va debutar a la setena i penúltima cursa de la temporada 1956 (la setena temporada de la història) del campionat del món de la Fórmula 1, disputant el 5 d'agost del 1956 el GP d'Alemanya al Circuit de Nürburgring.
André Milhoux va participar en una única cursa puntuable pel campionat de la F1, havent de retirar-se per problemes de motor i no aconseguint cap punt pel campionat.

## Resultats a la Fórmula 1
| Any  | Equip          | Xassís  | Motor   | 1   | 2   | 3   | 4   | 5   | 6   | 7       | 8   | Posició | Punts |
| ---- | -------------- | ------- | ------- | --- | --- | --- | --- | --- | --- | ------- | --- | ------- | ----- |
| 1956 | Equipe Gordini | Gordini | Gordini | ARG | MON | 500 | BEL | FRA | GBR | ALE Ret | ITA | -       | 0     |

### Resum
| Curses: | Victòries: | Pòdiums: | Poles: | Voltes ràpides: | Punts: |
| ------- | ---------- | -------- | ------ | --------------- | ------ |
| 1       | 0          | 0        | 0      | 0               | 0      |